# Хаким ибн Хизам
Хаким ибн Хизам (араб. حكيم بن حزام‎) — сподвижник исламского пророка Мухаммеда и племянник Хадиджи. Родившийся за 13 лет до вторжения со слонами (Аам-уль-Фил) в Мекке, он был сыном брата Хадиджи, Хизама ибн Хувайлида, и Фахити бинт Зухайр. Известный своей хваткой в торговле и благотворительными актами, Хаким ибн Хизам был уважаемым торговцем и ключевой фигурой в племени курайшитов. Он принял ислам во время завоевания Мекки и был известен своей щедростью, освободив сотню рабов и широко раздавая милостыню. Он имел тесные семейные связи с Хадиджей и внёс вклад в раннюю мусульманскую общину в исламской истории.

## Семья
Он был сыном брата Хадиджи, Хизама ибн Хувайлида и Фахиты бинт Зухайр:40. У Фахиты и Хизама было 10 детей: Хаким (Фахита взяла от своей куньи Умм Хакима, а Хизам взял от своей куньи Абу Хакима), Хизам, Хишам, Халид, Абдулла, Яхья, Умм Хашим (Хашима), Умм Амр (Амира), Умм Сумайя. (Сумайя), Умм Хавла (Хавла):106.
Он женился на своей кузине, Зайнаб бинт аль-Аввам ибн Хувайлид, и у них было по крайней мере три сына: Абдулла, Халид (от которого он взял свою кунью Абу Халид) и Яхья. У него был четвертый сын, Хишам, который, возможно, был ещё одним сыном Зайнаб; но альтернативная версия считает мать этого сына Мулайкой бинт Малик из клана Аль-Харис курайшитов:41.

## Ранний период жизни
Хаким сражался в Кощунственной войне 589-592 годов. Его отец был убит во второй битве, и Хаким сказал, что видел Мухаммеда среди лучников в третьей битве, когда племена курайшитов и кинана победили кайсов. В следующем году, когда курайшиты заключили мирный договор с племенем кайсов, Хаким был одним из сорока заложников, которые остались с кайсами, пока не были доставлены деньги:185.
Хаким стал торговцем, который продавал кукурузу. Он сидел среди старейшин:221 и был одним из тех, кто имел право кормить паломников в Каабе:320. Он был первоначальным покупателем раба Зейда ибн Харисы, за которого он заплатил 400 дирхамов и которого он отдал Хадидже:6. Среди его актов благотворительности было освобождение сотни рабов и зарезания сотни верблюдов, чтобы раздать их в качестве милостыни.
Его дом был частью того же здания, что и дом Хадиджи; а его дядя Аввам ибн Хувайлид жил по соседству. Поэтому, когда Мухаммед женился на Хадидже, Хаким стал его близким соседом.

## Ранний ислам
В 610 году, когда Мухаммед объявил себя пророком, Хаким не проявил никакого интереса. Он не был ни сильным союзником, ни лидером среди оппозиции.
Согласно некоторым источникам во время бойкота клана Бану Хашим (616-619) Хаким продал муку своей тёте Хадидже. По пути, чтобы доставить её, он встретил Абу Джахля, который удержал его и сказал: «Ты везешь еду клану Хашим? Прежде чем ты и твоя еда уедешь отсюда, я разоблачу тебя в Мекке!» Двоюродный брат Хакима Абу'л-Бахтари прибыл на место происшествия, спросил, что происходит, и сказал Абу Джахлю, чтобы он позволил Хакиму доставить еду его тёте. Абу Джахль все равно отказался, и ссора перешла в драку. Абу'л-Бахтари ударил Абу Джахля челюстью верблюда, сбив его с ног, и наступил на него:160–161.
Тем не менее, в сентябре 622 года (после смерти Хадиджи и Второй клятве при Акабе) Хаким был среди совета старейшин, которые замышляли убийство Мухаммеда:221.
Он сражался с мекканцами в битве при Бадре. В более поздние годы он очень неохотно говорил об этом:48. Когда его стали расспрашивать, он заявил, что не хотел идти на Бадр; что во всем виноват Сатана:17,19,20,27; и что он видел ангелов, которые помогали мусульманам в битве:41. Когда он услышал, что караван Абу Суфьяна был спасён, он призвал курайшитов заключить мир с Мухаммедом:298:33–35. Тем не менее, он не был среди тех, кто вернулся в Мекку:296; он сражался в битве и засвидетельствовал, что курайшиты были побеждены, когда Мухаммед бросил в них горсть камешков. Он продолжал продвигаться вперед, даже когда стало очевидно, что битва окончена. В конце концов, двое его двоюродных братьев догнали его и отвезли домой на своем верблюде:48.
В 625 году Хаким присутствовал при убийстве Хубайба бин Ади в Мекке. Предсмертная молитва Хубайба была: «О Аллах, пересчитай их всех и убей их одного за другим. Не оставляй ни одного из них». Хаким был так напуган этой молитвой, что спрятался на дереве:175.

## Обращение в ислам
Когда курайшиты ожидали вторжения Мухаммеда в Мекку, Абу Суфьян отправился ночью на разведку, чтобы получить информацию о передвижениях Мухаммеда, и Хаким был одним из его помощников. Но они не узнали ничего полезного:546. Хаким был застигнут врасплох, когда к нему подошел дядя Мухаммеда Аль-Аббас, который предупредил его, что Мухаммед привёл армию в десять тысяч человек. «Обратись! Я буду защищать тебя, пока ты не дойдешь до Посланника Аллаха, ибо я боюсь, что тебя могут разрубить на куски, прежде чем ты дойдешь до него». Хаким сопровождал Аль-Аббаса в палатку Мухаммеда, где его допросили, и его декларация веры была принята:401. На следующий день он помог Абу Суфьяну кричать мекканцам: «О люди курайшитов, почему вы убиваете себя? Любой, кто входит в его дом, защищен. Любой, кто складывает свое оружие, защищен». Люди вняли их призыву и побежали в свои дома:407. Позже в тот же день все четыре сына Хакима приняли ислам:41. 
Хаким сражался с Мухаммедом в битве при Хунейне:439. После этого, когда Мухаммед раздавал подарки своим новым последователям, «чтобы завоевать их сердца»:594, Хаким попросил в дар сотню верблюдов, а затем ещё сотню, а затем третью сотню. Мухаммед выполнил его просьбу, но при третьем пожертвовании он сказал: «Хаким, это богатство — сладкая зелень. Тот, кто возьмет его с щедростью души, будет благословлен им. Тот, кто возьмет его с гордостью, не будет благословлен им, как человек, который ест, но не насыщается. Верхняя рука [которая дает] лучше нижней руки [которая получает]. Когда вы начнете, начните со своих иждивенцев!» Затем Хаким заявил: «С этого момента я никогда ничего ни у кого не возьму!» Он взял первую сотню верблюдов и ушел. Позже, когда Умар попытался сделать ему подарки, он их не принял:463.
Затем семья Хакима эмигрировала в Медину и поселилась там:42.

## Повествование хадиса
Хаким консультировался с Мухаммедом по вопросам, связанным с торговлей. Как он рассказывал: «Я купил немного еды и сделал еду [т. е. приготовил ее] и получил прибыль от этого, прежде чем я завладел ею. Я пришёл к Посланнику Аллаха и рассказал ему об этом. Он сказал: «Не продавай ее, пока не завладеешь ею». Этот хадис считается очень важным в развитии исламского договорного права, поскольку он касается вопроса коротких продаж, опционов или фьючерсных контрактов.
Он передал учение Мухаммеда: «Продавец и покупатель имеют право удерживать или возвращать товары до тех пор, пока они не расстанутся или пока не расстанутся; и если обе стороны говорили правду и описывали недостатки и качества, то они будут благословлены в своей сделке, а если они солгали или что-то скрыли, то благословения их сделки будут потеряны».
Когда его спросили, Мухаммед сказал Хакиму, что все его добрые дела, совершенные до того, как он стал мусульманином, остались за ним и после этого. После своего обращения Хаким освободил еще сто рабов и пожертвовал еще сто верблюдов в качестве милостыни.
Он также сообщил о запрете Мухаммеда принимать ответные меры, читать стихи или применять наказания хадд внутри мечети.

## Дальнейшая жизнь
В 656 году, когда его двоюродный брат Зубайр ибн аль-Аввам умер, оставив 2 200 000 (предположительно дирхамов) долга, Хаким предложил облегчить положение семьи; однако неясно, сколько денег он им предлагал, поскольку они ничего не приняли.
В 662 году, когда Марван I ибн аль-Хакам был назначен губернатором Медины, Хаким был одним из старейшин, которые официально приветствовали его:43.
До ислама Хаким купил по бросовой цене дверь в ратушу Мекки. Во время правления Муавии I он продал её за 100 000 дирхамов. Халиф обвинил его в «продаже чести своей семьи за сто тысяч». Хаким возразил, что современная знатность измеряется благочестием, и поскольку он намеревался пожертвовать все вырученные средства на благотворительность, никто не был обманут:68.
Халиф спросил его, какую пищу он ест, и он ответил, что у него больше нет зубов. Вскоре после этого Муавия послал ему верблюда, чтобы он мог пить его молоко, вместе с денежным подарком. Хаким вернул деньги, напомнив, что он никогда не принимал свою долю из государственной казны после смерти Мухаммеда:41–42.
В 674 году он умер в Медине:42, заявив, что ему было 120 лет:41. 